# Laeiszhalle
Laeiszhalle (dawniej: Musikhalle Hamburg) – neobarokowy obiekt koncertowy, znajdujący się w Hamburgu, w dzielnicy Neustadt. Jest miejscem rezydowania kilku miejskich orkiestr, każdego roku odwiedzanym przez ponad 400 tysięcy ludzi. Od 2007 roku funkcję dyrektora obiektu sprawuje Christoph Lieben-Seutter.

## Lokalizacja
Laeiszhalle jest położona w dzielnicy Neustadt, po północnej stronie placu Johannes-Brahms-Platz. Od hamburskiego lotniska dzieli ją 11 km. Można się do niej dostać, korzystając z linii U1 hamburskiego metra i wysiadając na stacji Stephansplatz lub z linii U2 z Gänsemarkt jako stacją docelową. W pobliżu obiektu znajdują się także przystanki autobusowe: Stephansplatz (obsługiwany przez linie: 4, 5, 34, 36 i 109) oraz Johannes-Brahms-Platz (linie: 3, 35, 36 i 112).

## Historia

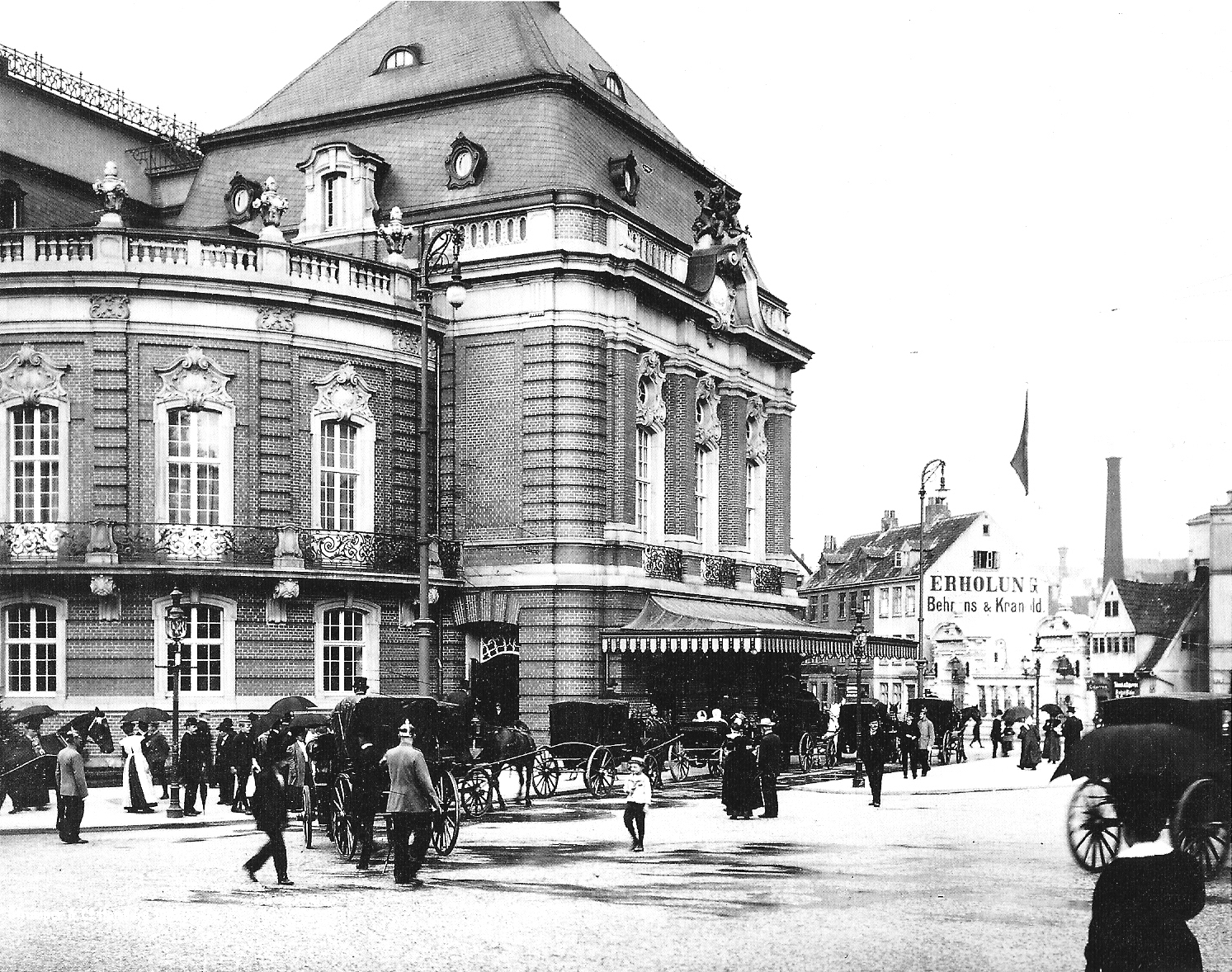
Budynek podczas otwarcia 4 czerwca 1908 roku

Budynek uroczyście otwarto 4 czerwca 1908 roku, po czterech latach budowy. Powstał w stylu neobarokowym według projektu architektów Martina Hallera i Erwina Meerweina. W momencie otwarcia był największym i najnowocześniejszym obiektem koncertowym w Niemczech. Nowo otwartemu budynkowi nadano nazwę Laeiszhalle, pochodzącą od nazwiska znanego hamburskiego armatora Carla Heinricha Laeisza, który zobowiązał w testamencie swoją firmę F. Leisz do przekazania 1,2 miliona marek na rzecz budowy „godnego miejsca do wykonywania oraz słuchania szlachetnej i poważnej muzyki”. Kwotę tę zwiększyła później wdowa po Laeiszu – Sophie Christine.
II wojnę światową Laeiszhalle jako jeden z niewielu hamburskich budynków przetrwała bez szwanku. Po wojnie brytyjscy żołnierze przebywający w Hamburgu w ramach alianckiej okupacji Niemiec urządzili w pomieszczeniach obiektu przemianowanego na Musikhalle Hamburg studio własnej rozgłośni radiowej British Forces Network (BFN), której nadawanie rozpoczęło się 10 maja 1945 roku. BFN działała w Musikhalle Hamburg do 1954 roku, kiedy to przeniosła się do nowej siedziby w dwóch willach, położonych w ekskluzywnej dzielnicy Kolonii. Podczas działalności rozgłośni w budynku swoje pierwsze doświadczenia zawodowe zdobyło wielu znanych brytyjskich powojennych aktorów, muzyków, scenarzystów i piosenkarzy.
W 1983 roku przeprowadzono gruntowną renowację budynku, zaś w 2006 roku podczas oficjalnej uroczystości przywrócono mu pierwotną nazwę.

## Działalność koncertowa
Od początku istnienia w Laeiszhalle wystąpiło wielu wybitnych artystów, którzy zarówno grali własne utwory, jak i dyrygowali orkiestrami. Wśród nich byli m.in. Richard Strauss, Siergiej Prokofjew, Igor Strawinski i Paul Hindemith. W 1930 roku w budynku koncert zagrał słynny skrzypek Yehudi Menuhin, wielokrotnie na przestrzeni lat w Laeiszhalle wystąpiła Maria Callas.
Rezydentami Laeiszhalle są orkiestry Symphoniker Hamburg, Philharmonisches Staatsorchester Hamburg i NDR Elbphilharmonie Orchester, a także zespół smyczkowy Ensemble Resonanz.

## Wnętrza

### Großer Saal

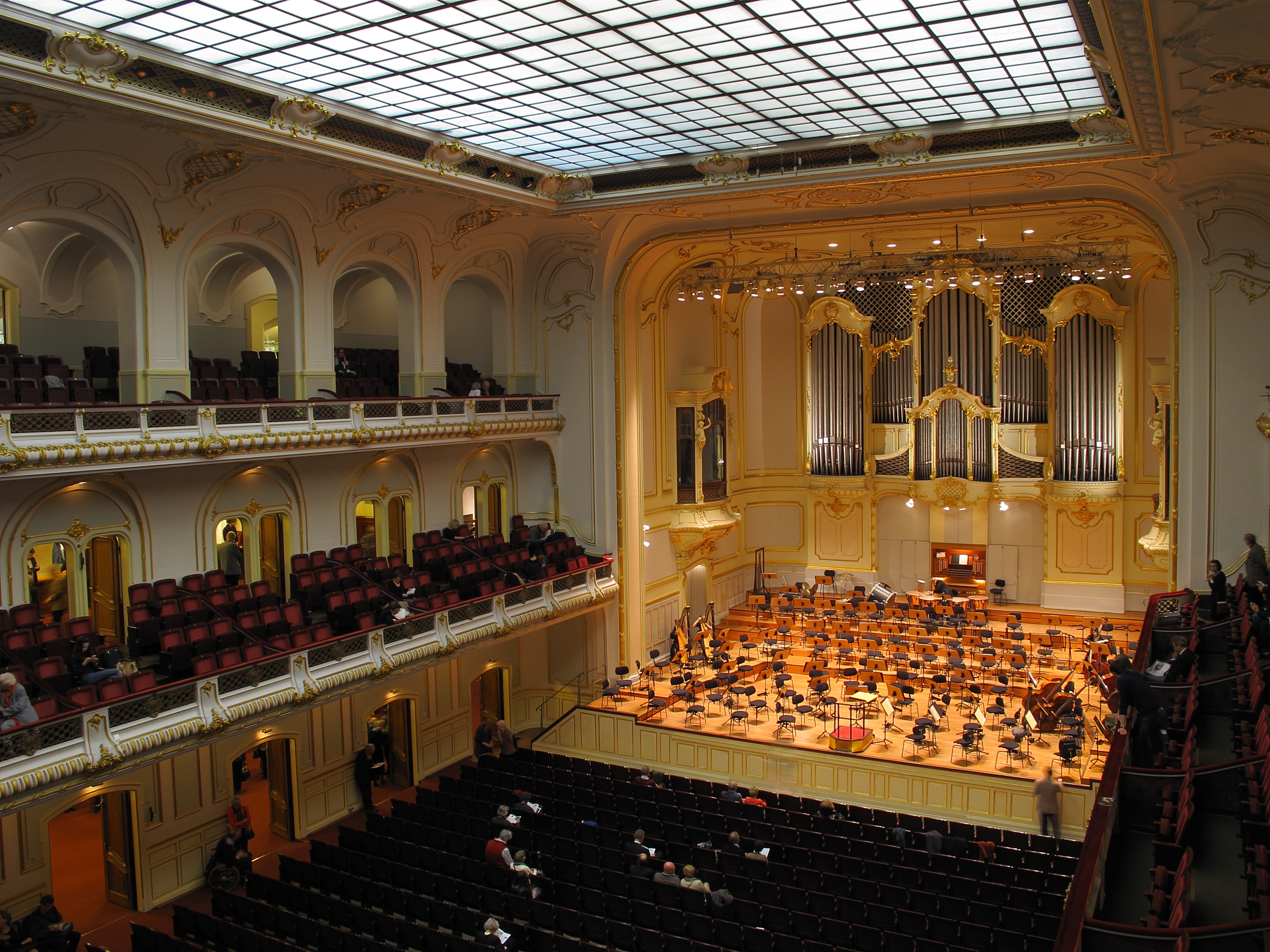
Großer Saal – widok w kierunku sceny

Großer Saal (pol. „Wielka Sala”) jest dużym pomieszczeniem o neobarokowym wystroju, które jest przeznaczone do organizowania dużych koncertów symfonicznych. Jego cechą charakterystyczną jest wykonany ze szkła sufit. Großer Saal ma 28 m długości, 20 m szerokości i 14,25 m wysokości (wymiary nie uwzględniają podium). Znajduje się w niej 2025 miejsc siedzących i 6 specjalnych miejsc dla wózków inwalidzkich; istnieje także możliwość ustawienia dodatkowych miejsc dla widzów na podium, w zależności od rodzaju imprezy.
Scena w Großer Saal ma 14 m długości, 11 m szerokości i 13,05 m wysokości. Może pomieścić dużą orkiestrę symfoniczną i 150-osobowy chór. Jest wyposażona w pulpit i system nagłośnieniowy, zaś podium ma podnoszoną platformę, umożliwiającą transport fortepianów. W przestrzeni za sceną są trzy pokoje dla artystów (jeden z fortepianem), pokój dla orkiestry, pokój produkcyjny, a także zaplecze sanitarne.

### Kleiner Saal
Kleiner Saal (pol. „Mała Sala”) jest pomieszczeniem, które zostało specjalnie zaprojektowane do organizacji instrumentalnych i wokalnych koncertów z niewielką obsadą. Ma dobrą akustykę i jest jedną z niewielu zachowanych w Niemczech sal koncertowych z oryginalnym wystrojem w stylu modernizmu z lat 50. XX wieku. Kleiner Saal mierzy bez podium 21 × 19 × 7,8 m i liczy 640 miejsc siedzących, a także 4 miejsca dla wózków inwalidzkich.
Scena ma wymiary 9 × 6 × 6,12 m i może pomieścić maksymalnie 30 muzyków. Korzystający ze sceny muzycy mają możliwość zaopatrzenia jej na zasadzie wynajmu w pulpit, mikrofony, system nagłośnieniowy, a także fortepian. Za sceną znajduje się pokój dla solistów z fortepianem, pokój dla artystów i otwarta przestrzeń.

### Studio E
Studio E to małe, dobrze oświetlone światłem dziennym pomieszczenie z wyłożoną parkietem podłogą, którą otacza balustrada. Jest przeznaczone do organizacji małych imprez, kameralnych występów muzycznych, koncertów dla dzieci i wprowadzeń do koncertów, a także prób solistów, orkiestr i chórów. Może pomieścić 153 widzów, w tym trzech na wózkach inwalidzkich. Wymiary pomieszczenia bez podium to 12 × 14,8 × 4,80 m. Nachylona trybuna dla widzów ma z kolei wysokość od 4 do 4,80 m.
Scena Studia E mierzy 8,5 × 5,5 × 4,27 m i może pomieścić do 30 muzyków. Istnieje możliwość zaopatrzenia jej na zasadzie wynajmu w fortepian. Za sceną jest pokój dla artystów z zapleczem sanitarnym.

### Brahms-Foyer

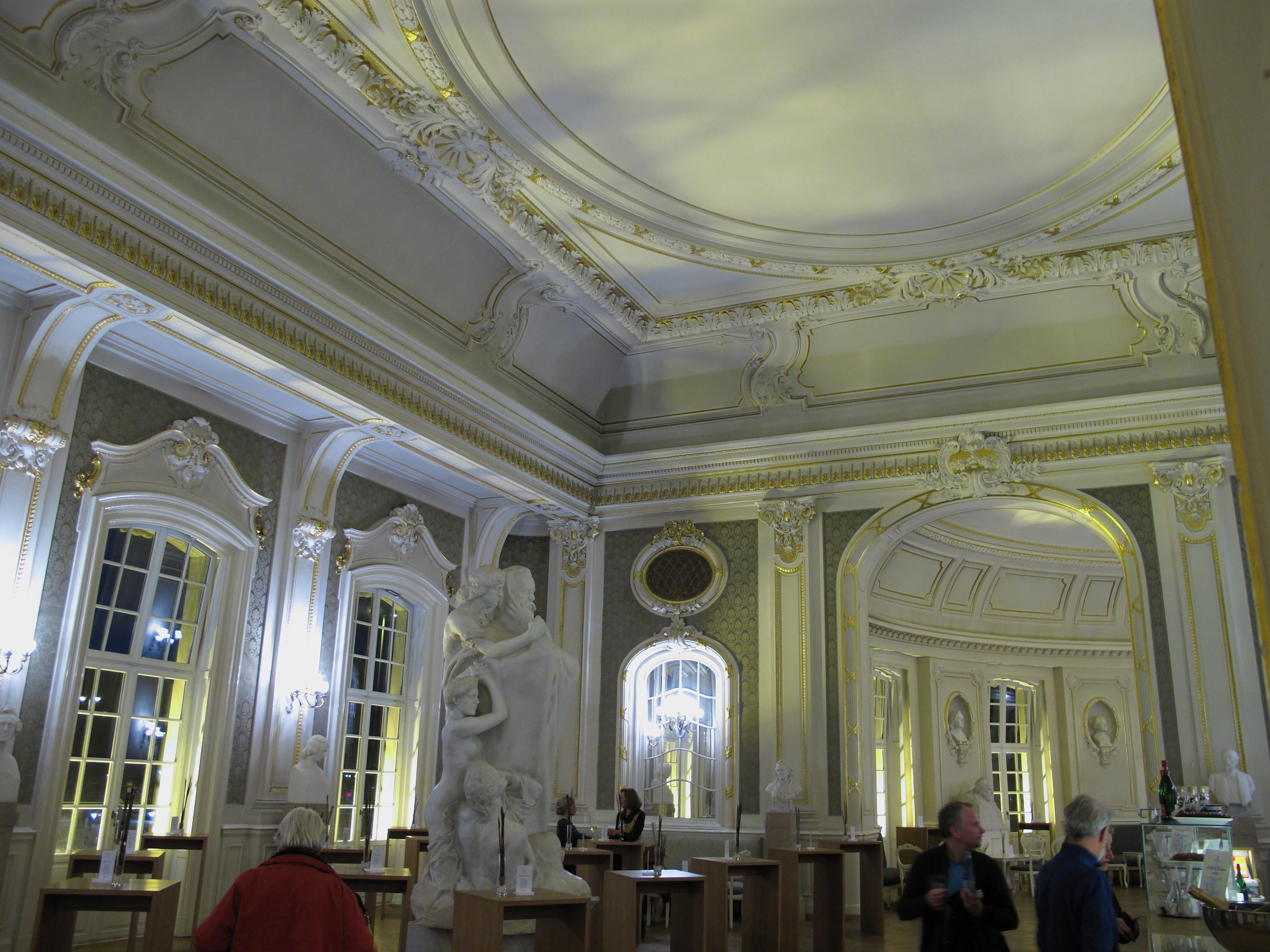
Brahms-Foyer; na pierwszym planie widoczna rzeźba przedstawiająca Johannesa Brahmsa

Pomieszczenie to jest przeznaczone do urządzania kameralnych koncertów, przyjęć oraz sesji filmowych i fotograficznych. Jednocześnie pełni funkcję centrum gastronomicznego Laeiszhalle, w związku z czym jest tam ustawiony kontuar. Jest urządzone w stylu neobarokowym, a jego nazwa pochodzi od ustawionej w nim symbolicznej marmurowej rzeźby przedstawiającej Johannesa Brahmsa, którą wykonał lipski artysta Max Klinger. Oprócz rzeźby Brahmsa w pomieszczeniu tym stoją także rzeźby Piotra Czajkowskiego i Clary Schumann oraz popiersia Johanna Adolpha Hassego (wykonane z inicjatywy stowarzyszenia Hasse-Gesellschaft Bergedorf w 1999 roku z marmuru karraryjskiego przez rzeźbiarza Heinricha Edera), Johanna Sebastiana Bacha i Ludwiga van Beethovena. W Brahms-Foyer są ustawione stoliki, przy których w sumie może zasiąść około 80 osób. Istnieje możliwość usunięcia mebli, dzięki czemu pomieszczenie będzie mogło pomieścić około 200 osób. Są tam także miejsca dla wózków inwalidzkich.
Brahms-Foyer ma powierzchnię 196 m², zaś jego wymiary to 13,92 × 13,94 × 8,41 m. Na zasadzie wynajmu można w nim ustawić fortepian.

## Organy

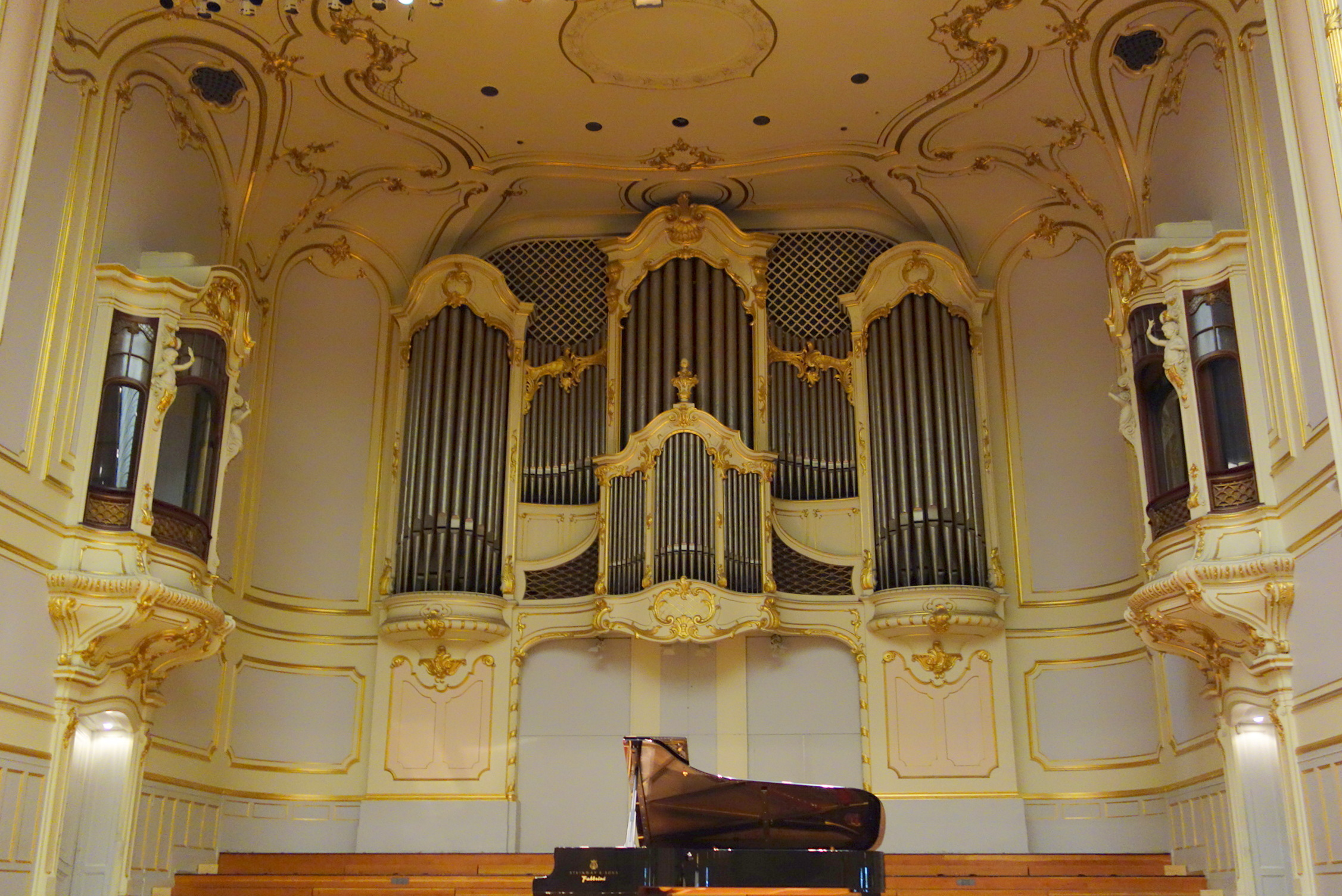
Organy w Großer Saal

W Großer Saal znajdują się duże organy, zbudowane przez hamburskiego organmistrza Rudolfa von Beckeratha w 1950 roku. W 1968 roku organy poddano pierwszej przebudowie, zaś w 1972 roku drugiej, kiedy to zamontowano w nich dulciana 16′. W latach 1992–1994 nastąpiła kolejna przebudowa, w ramach której unieruchomiono dotychczasową dźwignię Barkera, a także uzupełniono i zelektryfikowano połączenia.
Organy mają 59 głosów i 4 manuały. Traktura gry na tym instrumencie jest mechaniczna, zaś traktura registrów jest elektropneumatyczna.
Instrument ma następującą dyspozycję:
| I. Hauptwerk C–g³ | II. Rückpositiv C–g³ | III. Schwellwerk C–g³ | IV. Kronwerk C–g³                                                                                             | Pedal C–f1 |
| Prinzipal 16′ Oktave 8′ Spielflöte 8′ Oktave 4′ Nachthorn 4′ Oktave 2′ Flachflöte 2′ Rauschpfeife II 2²/3′ Mixtur VI-VIII 11/3′ Trompete 16′ Trompete 8′ | Principal 8′ Gedackt 8′ Quintadena 8′ Prinzipal 4′ Rohrflöte 4′ Quinte 2²/3′ Italienisch Prinzipal 2′ Quinte 11/3′ Sesquialtera II Scharff IV-VI 1′ Dulcian 16′ Bärpfeife 8′ Tremulant | Quintadena 16′ Violflöte 8′ Koppelflöte 8′ Violflöte 4′ Blockflöte 4′ Nasat 2²/3′ Waldflöte 2′ Nachthorn 1′ Nonenkornett III 1³/5′ Scharff VI 1′ Zimbel III 1/6′ Feldtrompete 8′ Vox humana 8′ Feldtrompete 4′ Tremulant | Holzgedackt 8′ Holzprinzipal 4′ Kleinflöte 2′ Sifflöte 1′ Terzian II Scharff III-IV ²/3′ Dulcian 8′ Tremulant | Prinzipal 16′ Subbaß 16′ Quintbaß 10²/3′ Oktave 8′ Gedackt 8′ Oktave 4′ Nachthorn 2′ Rauschpfeife III 4′ Mixtur VI-VIII 2′ Posaune 32′ Posaune 16′ Dulcian 16′ Trompete 8′ Trompete 4′ Kornet 2′ |

- Połączenia: II/I, III/I, IV/I, III/II, I/P, II/P, III/P